# ジェイムズ・ベラミー
ジェイムズ・フランシス・ベラミー(James Francis Bellamy、1881年9月11日 - 1969年3月30日）は、イギリス・イングランド出身の元サッカー選手・指導者。ポジションは右のライトハーフとアウトサイド・ハーフウインガー)。フットボールリーグにおいてはアーセナルFC、バーンリーFC、フラムFCなどでプレーした。
スコットランドではダンディーFC所属時代にスコティッシュカップ1910を獲得している。引退後の指導者時代にはリーガ・エスパニョーラの初年度途中からFCバルセロナの監督に就任し、同クラブにリーグ初優勝をもたらした。

## 経歴
1881年9月11日にロンドン中心部から約5.3km離れた北東部(ミドルセックス)の地区ベスナル・グリーンに生まれた。

### 選手時代
ベラミーはノン・リーグ所属のバーキングFC、グレイズ・ユナイテッドFC、レディングFCで選手としてプレーし始めた。1903年5月にはウールウィッチ・アーセナルに加入し、2年後の1905年にプロデビューを果たした。アーセナルでは29試合4得点を記録した。
1907年にはポーツマスFCに放出され、ノリッジ・シティFCを経由して1908年5月にスコットランドのダンディーFCに加入した。ここでベラミーは1909-10スコティッシュ・カップ優勝メンバーとなった。クライドとの決勝はスコアレスドローに終わり、再試合ではベラミーの先制点を含む2-1の勝利でタイトルを獲得した。
ベラミーは1912年5月、ダンディーからマザーウェルFCに放出された。その後イングランドに戻って間もなく、1912年10月にバーンリーFCに加入した。そして1914年7月にはフラムと契約した。1917-18シーズンをダンディー・ハイバーニアン、サウスエンド・ユナイテッド、ウェールズのEbbw Vale、そして現役最後のクラブとなったバーキング・タウンでプレーした。

### 指導者時代
選手引退後、ベラミーは欧州大陸で最初のコーチの仕事を得た。ドイツで何らかのコーチをした後にイタリアで1926年から1928年までブレシア・カルチョの監督を務め、セリエAの全国リーグ化・プロ化の直前に退団した。
1929年3月26日、ベラミーはシーズン途中にルマー・フルンス・イ・サルダーニャからFCバルセロナの監督の座を引き継いだ。就任直後チームは勝ち点5で10チーム中8位であったが、急速に調子を上げて5月26日の第13節に首位浮上。その後は一時2位に転落するが、混戦を制して最終節に優勝を決定。ベラミーはFCバルセロナにリーガ・エスパニョーラのプリメーラ・ディビシオン初優勝をもたらした監督となった。
ベラミーはかつて1909年にバルサがカタルーニャ州選手権優勝を決めるのを現地で見たことがあり、そして1931年2月にアスレティック・ビルバオにクラブ歴代ワースト記録の1-12で敗北した試合を監督として味わった。1930-31年シーズン、ベラミーは自らの手でカタルーニャ州選手権優勝を勝ち取った。
イングランドに戻ったベラミーは1933年2月にバーキング・タウンのコーチに招聘されるが、3か月で解任された。誤った解任だとして法廷に持ち込むも、敗訴した。
ジェイムズ・ベラミーはロンドンのチャドウェル・ヒースで1969年3月30日に亡くなった。享年87歳。

## タイトル
ダンディーFC
- スコティッシュ・カップ：1909-10
- フォアファーシャー・カップ：1909、1912

FCバルセロナ
- リーガ・エスパニョーラ プリメーラ・ディビシオン：1928-29[注釈 2]
- カタルーニャ州選手権：1929-30、1930-31